# ADHD (album)
ADHD è il primo album in studio del rapper statunitense Joyner Lucas, pubblicato nel 2020.

## Tracce
1. Screening Evaluation (Skit) – 2:49
2. I Lied (Intro) – 4:11
3. ISIS (featuring Logic) – 3:56
4. The War (featuring Young Thug) – 3:42
5. Chris (Skit) – 0:58
6. I Love – 3:30
7. Devil's Work – 4:45
8. Lotto – 3:50
9. Kevin (Skit) – 0:54
10. Gold Mine – 3:11
11. Finally (featuring Chris Brown) – 3:35
12. 10 Bands (featuring Timbaland) – 3:34
13. Revenge – 4:29
14. Comprehensive Evaluation (Skit) – 2:05
15. ADHD – 3:25
16. Still Can't Love (featuring Fabolous & King OSF) – 3:57
17. Will – 3:21
18. Broke and Stupid – 3:58